# Polarhare
Polarhare (Lepus arcticus) är ett däggdjur i släktet harar som förekommer på Grönland och i norra Kanada. Populationen räknades länge som underart till skogshare men klassificeras idag som självständig art.

## Kännetecken
Polarharar är bra anpassade till levnadsområdet i den norra polarregionen. Hane och hona blir ungefär lika stora och har bortsett från könsdelarna likadant utseende. Under vintern har de en helt vit päls, bara vid öronens spets samt i centrum av öronens framsida finns det svarta ställen kvar. Sommarpälsens färg är beroende på utbredningsområde. Hos individer som lever på norra Grönland och på Ellesmere Island är pälsen hela året vit. Längre söderut byter de på sommaren till en blågrå päls, bara svansen är alltid vit. Under pälsbytet rullar arten i snön eller den skrapar med kroppen på växtdelar för att avlägsna gamla hår.
Vuxna polarharar har en vikt mellan 2,5 och 6,8 kilogram, individer i norra regioner är tyngre. Kroppslängden (med svans) varierar mellan 56 och 63 centimeter. Polarharen har en 4,5 till 10 cm lång svans. Bakfötterna längd är 14,5 till 16 cm och öronen är 7,5 till 11 cm stora. Fötterna, särskilt de främre, är påfallande långa och används för att gräva efter växtdelar som är gömda under snön. Även framtänderna är långa och används för samma syfte.
Artens tandformel är I 2/1, C 0/0, P 3/2, M 3/3, alltså 28 tänder i hela tanduppsättningen. Fingrarna är utrustade med långa böjda klor som har en mörkbrun färg och vid bakfötternas tår finns breda klor som är först mörka och vid spetsen ljusa.

## Utbredning och habitat
Utbredningsområdet sträcker sig över norra Kanadas och Grönlands tundra. Den sydligaste populationen lever på västra Newfoundland. Polarharen når höjder upp till 900 meter över havet. Den föredrar ställen som under sommaren är täckta av växtlighet och som under vintern har ett tunt snötäcke.

## Levnadssätt

### Fortplantning
Parningstiden styrs av hannarnas könskörtlar. De blir större under våren (vanligen april) och minskar på hösten (mitten av september). Parningsakten sker därför i april eller maj. Beroende på utbredningsområde föds ungarna mellan slutet av maj och juli. Honornas mjölkkörtlar producerar fram till slutet av augusti mjölk, i vissa fall är alltså två kullar per år möjliga. I norra delen av utbredningsområdet föds vanligen en eller två ungar per kull. Längre söderut kan kullen bestå av upp till åtta ungar.
Hannen lämnar vanligen sin hona när ungarna är födda, den kan sedan para sig med en annan hona. Per kull föds 2 till 8 ungdjur. Boet är vanligen gömt i bergssprickor eller mellan buskar. Det fodras med gräs, mossa, andra växtdelar och hår från honan. Nästet kan även vara en sänka i marken. Honan stannar i alla fall tre dagar hos ungarna, sedan har ungarna förmåga att gömma sig självständigt från fiender. Ungarna diar cirka två månader. Under september är ungarna nästan lika stora som vuxna individer. Könsmognaden infaller efter första året.

### Socialt beteende, aktivitet och rörelse
Vanligen lever varje individ ensam. Under vissa tider bildas grupper med upp till 300 individer. Av dessa är alltid några individer vakna som kan varna sina sovande artfränder.
Polarharar håller ingen vinterdvala. Ibland sitter de tätt invid varandra för att hålla sig varma. Ensamma individer uppsöker naturliga vindskydd eller de gräver hål i snön för att hålla kroppsvärmen. De är vanligen aktiva mellan skymningen och gryningen, under midnattssolen även på dagen. Polarharar letar vanligen i ett begränsat område efter föda. Ibland strider de mot varandra, de slår med fötterna men biter inte.
Polarharen når en topphastighet på 65 km/h. Den kan även simma genom smalare floder.

### Föda
Polarharen äter främst förvedade växtdelar. Annars har den mossa, lav, knopp, blommor, bär och gräs som föda. Ibland äter den kött från djurfällor eller fisk som ligger på stranden.

## Polarharens relationer till andra djur
Arten drabbas av olika parasiter som loppor av släktet Hoplopsyllus, loppan Euchoplopsyllus glacialis och loppan Megabothris groenlandicus. Även ledlöss av släktet Haemodipsus hittas i pälsen.
Unga polarharar är ett vanligt byte för vesslor, fjällrävar, fjällugglor, pilgrims- samt jaktfalkar och duvhökar. Vuxna djur är vanligen för snabba och rörliga för dessa fiender. Människan jagar polarharar för köttets och pälsens skull. Populationen listas av IUCN som livskraftig (least concern).
Exemplar som hölls i fångenskap dör vanligen efter kort tid. Endast individer från populationen på Newfoundland lever längre som husdjur.